# Bronson (Flórida)
Bronson é uma vila localizada no estado americano da Flórida, no condado de Levy. Foi incorporada em 1951.

## Geografia
De acordo com o United States Census Bureau, a vila tem uma área de 11 km², onde 10,7 km² estão cobertos por terra e 0,3 km² por água.

### Localidades na vizinhança
O diagrama seguinte representa as localidades num raio de 24 km ao redor de Bronson.

## Demografia
Segundo o censo nacional de 2010, a sua população é de 1 113 habitantes e sua densidade populacional é de 103,55 hab/km². Possui 498 residências, que resulta em uma densidade de 46,33 residências/km².